# La Vôge-les-Bains
La Vôge-les-Bains is een gemeente in het Franse departement Vosges in de regio Grand Est en het het arrondissement Épinal. De gemeente telde 1.556 inwoners op 1 januari 2022.

## Geschiedenis
La Vôge-les-Bains is op 1 januari 2017 is ontstaan door de fusie van de gemeenten Bains-les-Bains, Harsault en Hautmougey. In Bains-les-Bains, een kuuroord en de grootste kern van de gemeente, staat het gemeentehuis. 

## Geografie
La Vôge-les-Bains ligt aan de rand van de Vogezen, op 30 km ten zuidwesten van Épinal. 
De Côney stroomt door de gemeente. Bains-les-Bains ligt in het zuidoosten van de gemeente, in de vallei van de Bagnerot, een zijrivier van de Côney. De gemeente is heuvelachtig. Het westen van de gemeente is het laagst en daar ligt het Canal des Vosges.
De oppervlakte van La Vôge-les-Bains bedraagt 44,09 vierkante kilometer; Op 1 januari 2022 was de bevolkingsdichtheid 35,3 inwoners per km².
De onderstaande kaart toont de ligging van La Vôge-les-Bains met de belangrijkste infrastructuur en aangrenzende gemeenten.

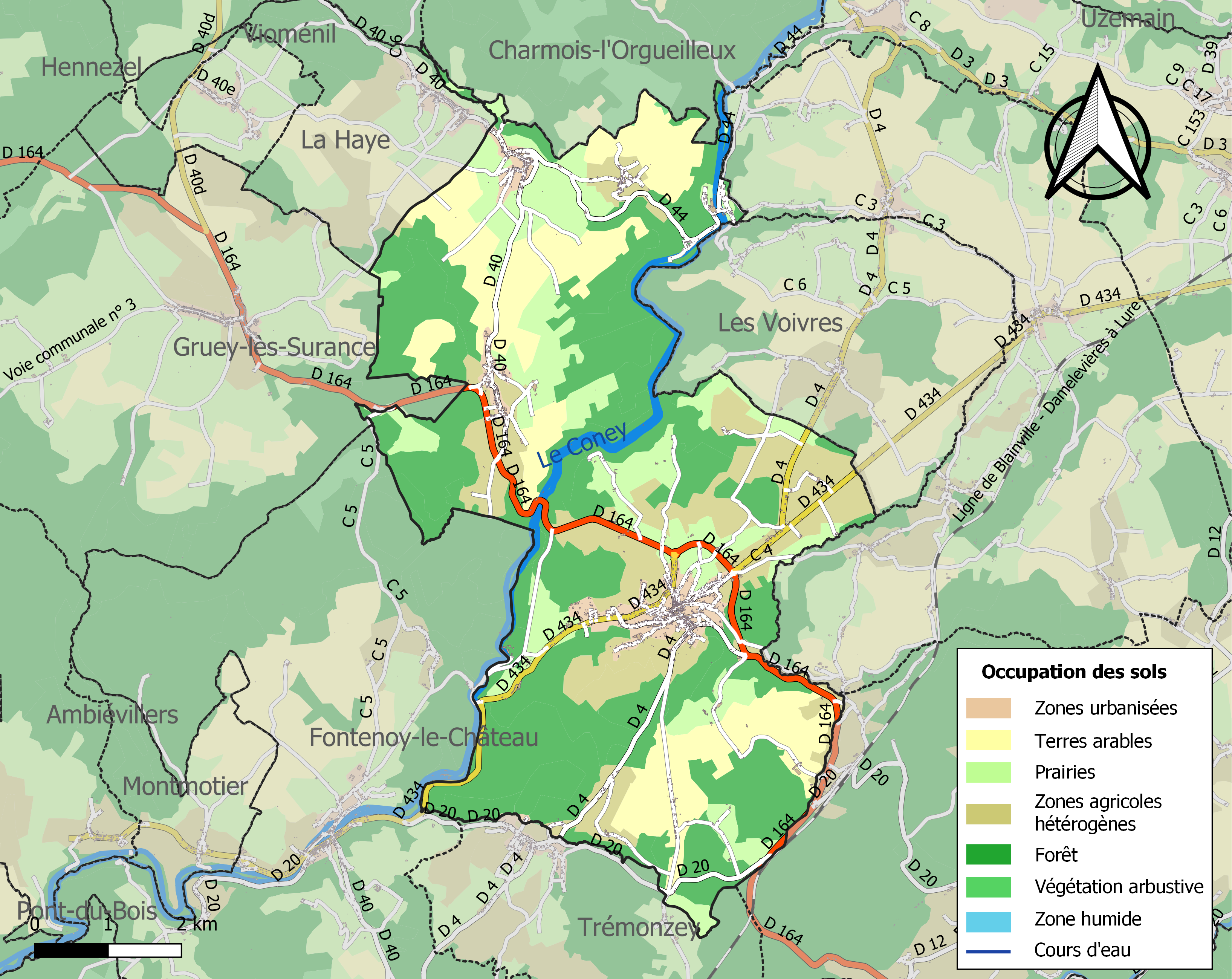

Bellefontaine · La Chapelle-aux-Bois · Charmois-l'Orgueilleux · Le Clerjus · Dounoux · Fontenoy-le-Château · Girmont-Val-d'Ajol · Grandrupt-de-Bains · Gruey-lès-Surance · Hadol · La Haye · Montmotier · Plombières-les-Bains · Trémonzey · Uriménil · Uzemain · Le Val-d'Ajol · Vioménil · La Vôge-les-Bains · Les Voivres · Xertigny